# Cuerpo ultimofaríngeo
El cuerpo ultimofaríngeo, cuerpo ultimobranquial o glándula ultimobranquial es un órgano pequeño que se encuentra en la región del cuello de muchos animales. En los humanos, el cuerpo ultimobranquial es una estructura embrionaria que da origen a las células parafoliculares de la glándula tiroides. Estas células secretan la hormona calcitonina en la sangre. En los humanos, este cuerpo es un derivado del hueco ventral de la cuarta bolsa faríngea (técnicamente es la quinta, pero esa es rudimentaria y se fusiona con la cuarta). Las células que dan origen a las células parafoliculares son en realidad derivados del endodermo. Estas células migran y se asocian con el cuerpo ultimofaríngeo durante el desarrollo.
El fracaso del desarrollo del cuerpo ultimobranquial se observa en el síndrome de DiGeorge.